# Sphaeropteris nicobarica
Sphaeropteris nicobarica là một loài dương xỉ trong họ Cyatheaceae. Loài này được R.D.Dixit mô tả khoa học đầu tiên năm 1998.
Danh pháp khoa học của loài này chưa được làm sáng tỏ. 